# Microeciella floridana
Microeciella floridana is een mosdiertjessoort uit de familie van de Oncousoeciidae. De wetenschappelijke naam van de soort is, als Peristomoecia floridana, voor het eerst geldig gepubliceerd in 1928 door Ferdinand Canu en Ray Smith Bassler.